# 惣流・アスカ・ラングレー
惣流・アスカ・ラングレー（そうりゅう アスカ ラングレー、Soryu Asuka Langley）は、日本のアニメーション作品『新世紀エヴァンゲリオン』やその派生作品に登場する架空の人物で、同作のヒロインの一人である。リメイク作『ヱヴァンゲリヲン新劇場版』においては式波・アスカ・ラングレー（しきなみ アスカ ラングレー）。詳細は#新劇場版を参照。担当声優は宮村優子。

## プロフィール

### アニメ・漫画版 共通
ヒロインの1人であり、帰国子女。エヴァンゲリオン（EVA）弐号機パイロット。上司兼保護者はNERV戦術作戦部作戦局第一課 課長・葛城ミサト。同居人は家主の葛城ミサト、碇シンジ、ミサトのペットで温泉ペンギンのペンペン。
- 生年月日：2001年12月4日[1]
- 血液型：A型[1][注 1]
- 年齢：14歳[2][1]
- 所属：NERV/EVA弐号機専属操縦者[1]、

## 旧世紀版

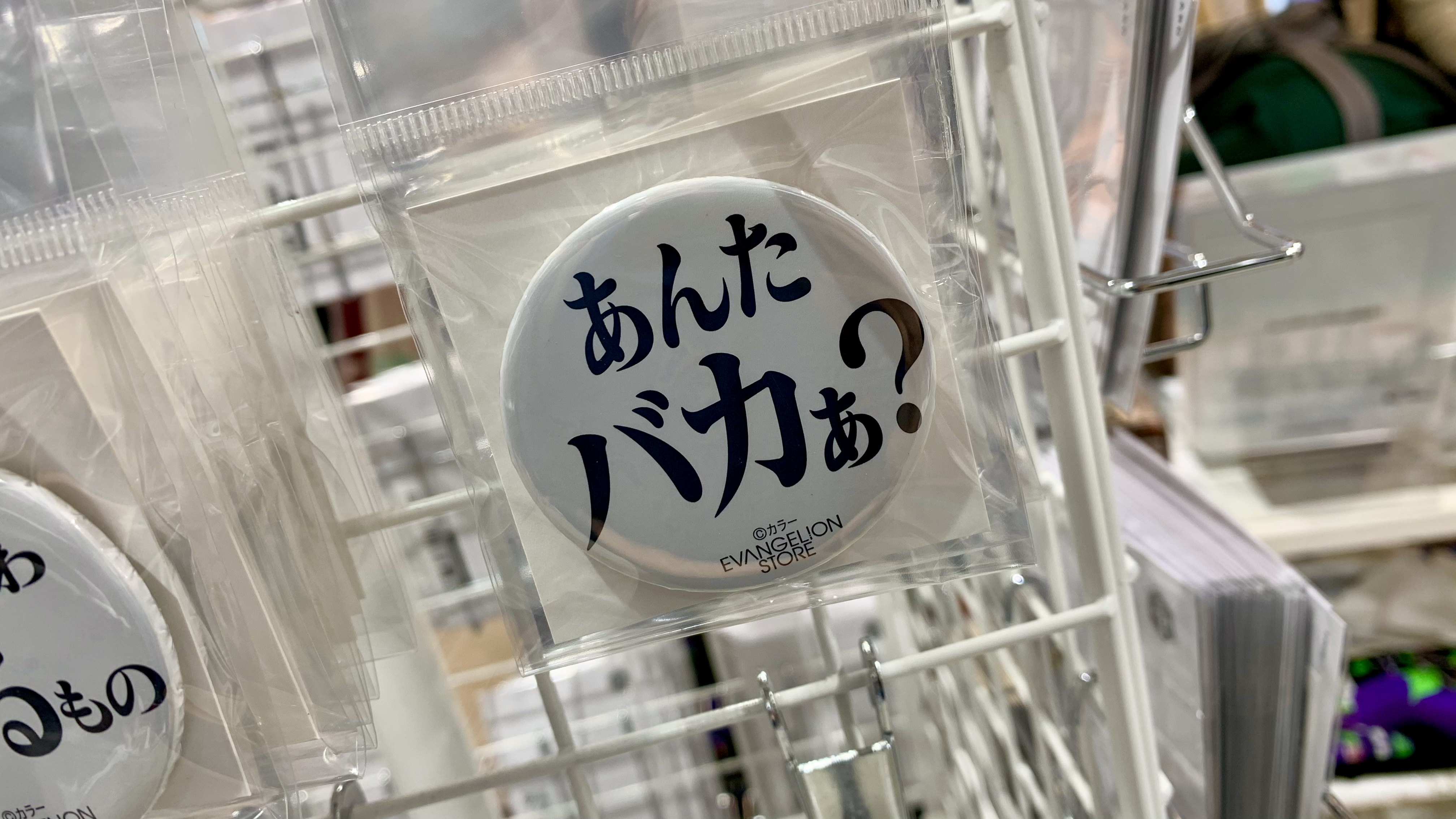
「あんたバカぁ？」と記された缶バッジ（公式グッズ）

ヒロインの1人で、第8話「アスカ、来日」にて初登場。設定上の髪色は金だが実際は茶色。帰国子女。二人目の適格者＝セカンドチルドレン。日本人とドイツ人のクォーター（母がハーフ）で国籍はアメリカである。容姿端麗という設定で作中でも男子にモテる描写がある。活発明朗・勝気な性格で表層的には高い自尊心を持ち、エース・パイロットとしての能力を誇示して生きてきた。一人称は基本的に「あたし」。二人称は通常は「あんた」でアニメ版の一部で「あなた」を使う。口癖は「あんた、バカぁ？」。4歳の時にエヴァンゲリオン操縦の二番目の適格者として選出され、以降、セカンドチルドレンとして英才教育を受けたエリートである。14歳にして飛び級で大学を卒業。EVA弐号機とのコンタクトはドイツ語を基準にしているが、日本語も流暢に話すことができる。ただし、漢字などの読み書きは出来ずテスト問題の日本語を理解出来ないため、成績は悪い。
母親は惣流・キョウコ・ツェッペリン。父親はキョウコの死後、再婚している。
終盤には複雑な生い立ちと、内包していた脆さから、悲惨な運命をたどる。

### 経歴
幼少期に母親が精神崩壊を起こし、ある人形をアスカだと思い込むようになる。自分が実の娘であることに気が付けない母親に対して、アスカはエヴァンゲリオンのパイロットになることで、母親を振り向かせようと決意する。しかしその思いは果たされず、アスカが弐号機の専属パイロットに選ばれた日、母親はその人形と共に首吊り自殺をする（アスカの母親はアスカと心中したつもり）。幼少期に母親からの愛情を受けることなく、愛して欲しかった母親の手によって（自分の仮初めが）殺害されたという事実は彼女のトラウマとなり「自分はEVAのパイロットであり特別な存在である」ということに依存するメンタルをもつようになる。EVAのパイロットとしての訓練を重ねるとともに英才教育を受け、14歳で飛び級で大学を卒業したのちに来日し、シンジたちがいる学校に転入する。
来日後は上司である葛城ミサトと初号機パイロットである碇シンジと同居。序盤はエリートパイロットとして着実に使徒殲滅において成果を挙げるが、シンジにシンクロ率を追い抜かれ、さらに使徒に立て続けに敗北することでEVAのエースパイロットという依存の根拠を失い精神的に不安定となり、シンクロ率も低下する。加えて第15使徒アラエルとの戦闘中に精神攻撃を受け、封印していた自分の辛い過去を曝し出された結果強い心的外傷を負い、自分が苦しんでいる際に救助を試みることすらしなかったネルフの対応に対して、ネルフは自分の価値を綾波レイのそれより低く見ていると感じてしまいさらに自己を見失う。それらが影響してEVAとのシンクロ率は2桁を切り弐号機を起動することすら不可能になった。心の拠り所を失ったため精神が崩壊し、物言わずベッドに横たわるだけの廃人と化した。
劇場版では弐号機内の母親の魂に気付き、自分を見てくれなかったと思っていた母が実は常にそばにいて自分を守っていてくれたことを理解し、過去のトラウマから解き放たれ復活。戦略自衛隊を壊滅させた後に投下されたEVA量産型9体を殲滅寸前まで追い込むが、EVA量産型一体によりロンギヌスの槍（コピー）で頭部を貫かれ活動を停止、復活したEVA量産型に鳥葬のように機体を食らいつくされる。その後、補完計画が破綻した際は真っ先にL.C.L.の海から帰還して、シンジの前に現れた。

### 性格
快活で主体性・自立心が強く、非妥協的、異常なほどプライドが高く、自己中心的な性格である。一方で自己肯定感は欠如しており、周囲に対し過敏で傷つきやすい面を持つ。
望んだ相手（母親）に自分を見てもらえなかったことによって欠けた自己肯定感を、他人に認めてもらうことで満たそうとする面が強く、そのためには周りから必要とされる価値ある自分でいなければならないという一種の強迫観念があり、一見強気で自信に満ちているが、実際は非常にもろい人格を形成。自らの中に強さと高い能力を求め、特にEVAのパイロットの適格者・チルドレンであることに対しては、自分が他者よりも優れている証明になると考えているため、EVAシンクロ用のインターフェイスヘッドセットを髪留めとして常に着用するほどの拘りを持っている。
自主性を持たないものを嫌い、等身大の自分を評価してもらうことを強く求める。そのためシンジに対しても好意を持ち愛を求めるが、彼が自らにとって都合の良い逃避先として消去法で自分を求めてきた際には強く拒絶した。
宮村優子はアスカについて「今で言うところのツンデレ。異性として気になるのはシンジだけど、なかなかそれを表に出すことが出来ない」と評している。
劇中後半での精神崩壊への過程や、EVA量産型との戦闘における鬼気迫る表情、追加されたシーンも含め補完計画中に吐露されたシンジへの独占的な執着心などから、「ヤンデレでは?」との指摘もあり、『ヤンデレ大全』（出版社:インフォレスト）においても記載がある。

### 交流
主にテレビ版での対人関係を記述する。
碇シンジ
主要人物の中で最も親しい間柄といって差し支えなく、ミサトの家で同居するようになってからは呼び捨て、または「バカシンジ」呼ばわりする。彼の内向的な性格を厳しく非難することもあるが、同年代の異性として意識していると見られる姿勢・言動もみられる。パイロットとしての能力も当初は「偶然が重なっただけでレベルが低い」と評するなど馬鹿にした態度をとっていたが、ユニゾン特訓以降はある程度の評価と信頼を置くようになった。
サンダルフォン戦勝利直後にそのまま落下しかけた際、通常装備で救助に来た初号機に対しては穏やかな笑顔を見せるなど、彼の果敢な一面を認めている。その後ミサトと加持の関係が回復しているのを察知し、暇つぶしという名目で自分から持ちかけ、シンジとキスをし、急いで洗面所に駆け込み口を濯ぎうがいする。学校ではよくシンジと口喧嘩をし、周りから「夫婦喧嘩」と言われて赤面する。
第14使徒ゼルエル戦において、弐号機および零号機が完敗した前後を契機に、アスカ側から一方的に関係が悪化する。シンジは激しい敵意を向けられつつもアスカを戦友として気にかけており、第24話では使徒タブリスに操られた弐号機と不本意ながら戦わざるを得なくなった際に、弐号機を誰より大切にしていたアスカへの詫びを口にしている。他方で、シンジの言葉と態度はアスカが真にシンジに求めていたレベルには届かず、第24話（ビデオフォーマット版）の冒頭において、弐号機のパイロットとしての存在価値を完全に喪失したアスカが最後の心の拠り所としていた加持の死を、口喧嘩の弾みにシンジが告げたことが最後のひと押しとなって、アスカの精神を崩壊させてしまうことになった。シンジがようやくアスカを求めていることを隠さず口にしたのは、ミサトが加持の追っていた世界の真実の追求を継いでシンジを顧みなくなり、「2人目のレイ」が死んで3人目のレイにそっけない態度を取られるようになった後である。彼にとって縋れる存在がアスカの他にいなくなった後、ものを言えなくなった彼女へ一方的に告げたものであったため、アスカは補完計画発動時にその発言を「ミサトもファーストも怖いから、あたしに逃げているだけでしょう」となじった。
第22話（ビデオフォーマット版）や劇場版で示された、アスカのシンジに対する愛憎入り交じった敵愾心と執着心、そして補完計画の最中における対話で語った独占欲を前面に押し出した想いと、シンジのアスカに対する曖昧な態度は温度差が激しく、シンジを渇望するがゆえに反発せざるを得ないというジレンマが、2人の凄惨なやりとりに繋がっていった。
劇場版（第26話）ではシンジから日常的に性の対象として見られており、彼の自慰による発散を察知しながら許容していたことを示唆するシーンがある。
綾波レイ
初対面時はアスカ自ら「仲良くやりましょう」とレイに話しかけ、チームワークの重要性を説くなど、比較的社交的かつ穏健な態度で接していた。しかし次第に呼び方が「優等生」もしくは「ファースト」、「あの女」になり、最終的には「人形」「機械」と呼ぶなどあからさまに敵視するようになる。
ユニゾン特訓で自分とは息が合わないシンジが、レイと組んだ途端に息が合いだしたのを見ると不機嫌になった。零・初号機のパイロット互換テストの実験中に、シンジの「綾波の匂いがする」との発言に嫉妬心を覗かせた。駅のホームで談笑する2人を見かけた際も、「元の鞘」と評して不愉快さを示している。
その後、シンクロ率の低下に関してレイから「EVAには心があり、他人に対して心を閉ざした人間に操ることはできない」と忠告を受けるが、レイの行動原理からレイがゲンドウの言いなりに動く人形であると確信して激昂。頬を平手打ちしたうえ「誰の言うことでも聞く人形」と侮蔑の言葉を浴びせ決別した。その際、出会った当初からレイの人形を想起させる面に嫌悪感を抱いていた心情を告白している。
クラスメートとして個人的な交流はなかったようだが、ミサトの昇進祝いの際に声をかけ、作戦成功時にミサトと約束していた食事会に誘うなど一定の礼節は欠かしていない。
葛城ミサト
同居人かつ保護者。元々面識があるようで、呼び捨てにしている。来日以降、ミサトの家にシンジと共に住む。同居人らしく親しげに絡む描写もあるが、加持との関係に気をもみ、復縁が明確化されてくると嫌悪感を露わにした。
来日する前日に、わざとらしさからミサトのことがあまり好きではないと加持に伝えている。ただしミサトが所有している高級な香水を貸してほしいとねだるなど、子供っぽく甘える一面もある。
加持リョウジ
強い憧れを抱く男性。アスカは彼の髪型を真似ており、特に前髪の形は同じである。作中で直接の明言は避けられているが、身体的な成長を理由にセックスによる愛情表現を加持に求めている。加持はアスカを可愛がりつつも「まだ子供」と評しており、恋愛対象として見ていない。加持のこの態度への不満が、シンジなど周囲の人物へ八つ当たりとして向けられることも多い。
洞木ヒカリ
クラスメートであり友人。トウジのことでアスカに恋愛相談に乗ってもらうなど、信頼関係がある。アスカも学校でのヒカリの態度から、彼女の恋愛事情には気づいていた。
終盤でミサトのマンションから家出したアスカを自宅に泊めていた。自信を喪失したアスカのことをそのまま受け入れており、アスカの方も彼女に対しては自分の思いを正直に吐露した。

## 漫画版
ガギエル戦は簡略化されており、太平洋艦隊の援護があったとはいえ単独で撃破しており、その様子を後にシンジたちがビデオで観るという形になる。それに伴い、シンジとの出会いも、トウジとケンスケ共々街を歩いている時にゲームセンターで出会うという話に変更されている。
シンジとは衝突しながらも親交を深めており、自分の出自を告白したり、シンジが自らアスカに説教したりと、原作以上に自然体で打ち解け合っている。ただし一方、原作で示唆されたシンジへの想いについては曖昧に描かれている。
正式な父親はおらず、精子バンクにより生まれている。実は、母親が夫との子に恵まれなかった結果、夫が他の女性との間に子をもうけ、その代償行為として不妊治療でもうけている。ドイツに養母（親戚の女性）がいるが、「うわべだけは仲がいいだけ」である。
原作に比べ、猫かぶりな面が表面化していると同時に、加持への想いが強調されており、彼に向かって面と告白するシーンがあるが、受け入れてはもらえなかった。それが一因で（原作と同じく）心理的に追い詰められていき、渚カヲルの早期の登場によりEVAパイロットとしての地位の危うさを思い知らされた直後、使徒アラエルの精神攻撃により廃人となる。病室で彼女を起こそうとしたシンジに襲いかかって首を絞めようとするが、これはかつて幼い彼女自身が廃人となった母親に絞め殺されそうになったことの繰り返しとなった。
戦略自衛隊のNERV侵攻の際、旧劇場版と同じく弐号機の中に自らの母の存在を見つけ復活。量産機を単騎で迎え撃つも多勢に無勢で危機を迎える。その時、シンジの初号機が駆けつけて事なきを得るが、再起動した量産機が弐号機に再び襲い掛かり再び死の危機に陥る。これに激怒したシンジはアスカ救出のために奮闘するが、その行動によって初号機のシンクロ率が250%まで跳ね上がり、暴走してしまう。劇場版のように弐号機ごと嬲り殺されることは無かったものの、その際に巻き起こった爆風に弐号機ごと飲まれた後、加持の幻想に抱きしめられながらL.C.L.還元され補完された。
最終回では補完が拒否された新世界において、彼女自身の生まれ変わりにあたる少女が登場する。それに関し、『Cut』 (カット) 2014年12月号の貞本エヴァインタビューによると「最終回に出てくるアスカは、これまでの本編でのアスカではなくて、次の新しい世界でも知りあえるであろう魅力的な女性の象徴として出している」とのこと。

### パラレル作品
『新世紀エヴァンゲリオン 鋼鉄のガールフレンド2nd』（漫画：林ふみの）では、原作とは変わらぬ立場にあるが、レイとは不仲ではなくなっている。最終的にはシンジと結ばれた。
『碇シンジ育成計画』（漫画：高橋脩）では、シンジの幼馴染として登場。彼に好意を抱いているが素直にそれを表せない、いわゆるツンデレの部分が強調されている。レイとはシンジを巡って三角関係であり対立することもあるが、同作では彼女を普通に名前で呼んでおり、不仲というわけではなく親しい友人同士にある。
『新世紀エヴァンゲリオン 学園堕天録』（漫画：眠民）では、漫画版に近いキャラクターとなっている他、「両親は健在」などの設定が追加されている。

## 新劇場版
『ヱヴァンゲリヲン新劇場版:破』に初登場。日本姓が「式波」と改められた。
EVA2号機のパイロット（“第2の少女”）で、ドイツ出身の帰国子女。一人称は「あたし」、二人称は「あんた」。テレビ版と同じく「あんたバカぁ？」が口癖。身長157cm。
勝ち気な性格と気持ちをストレートに反映した言動で、旧世紀版の社交的な性格とは異なり独りでいることを好み、学校ではクラスメイトと関わろうとせず、携帯ゲーム機（ワンダースワン）をプレイしていることが多い。
旧世紀版ではレイとは終始疎遠だったが、当作では気を配る描写などもあり微妙に異なっており、テレビ版では大きな依存心を持っていた加持とは面識自体がなく、異性への興味はシンジのみとなっている。
出自に関する設定が旧世紀版から大きく変更されており、旧世紀版に存在する母親に関する描写が新劇場版シリーズでは描かれていなかったが新劇場版完結編『シン・エヴァ』で明らかとなる（後述）。

### 新劇場版:破
ユーロ空軍のエースで、階級は大尉。使徒との戦いのみを心の拠り所としており、当初はレイを「えこひいき」、シンジを「七光り」と呼び馬鹿にするが、第8の使徒との戦いなどを経てシンジたちへの見方や人生観を変化させ、他者とのふれあいによって笑うことができるようになった自分を発見した。転居当初、自室でパペットを用いて「私は特別」「1人でやるしかない」と自分に語りかけるシーンがあり、そのパペットは3号機の起動実験の時も待機室に持ち込まれ、「ASUKA」の刺繍が入っている。
第8の使徒戦後、独りでは何も出来なかったことを認め、徐々に心を開くようになり、シンジに対して、呼び方を「バカシンジ」とし、自分を「アスカ」と呼ぶことを許す。さらにレイにも弁当を渡すシンジの姿を見て露骨な焼きもちを見せたり、シンジ好みの味の料理を作ろうとするなど、シンジへの好意や独占欲を見せるようになった。本部エレベーター内でのレイとの対話では、「碇司令のおすまし人形」と思っていた彼女が、シンジに真摯な思いを寄せていると考えるようになる。その後、レイがシンジとゲンドウの和解のために食事会を予定したその日がEVA3号機の機動実験と重なることを知り、自ら3号機の実験パイロット役を志願する。3号機搭乗の直前、自分は孤高に生きているが、他人と触れ合うのも悪くないとの考えをミサトに打ち明け、起動直前のエントリープラグの中では「そっか、私笑えるんだ」とつぶやく。その直後3号機は第9の使徒によって侵食され、ダミーシステム制御に切り替えられた初号機によって使徒として処理され、アスカはエントリープラグごと初号機に噛み砕かれた。この戦いの後、生存は確認され、身体の侵食痕は消えたものの精神汚染の恐れがあるとの理由により厳重に隔離され、その後本編内での登場は無かった（五体満足かどうかの描写もなかった）。
『ヱヴァンゲリヲン:破 全記録全集』に収録の途中稿の第9の使徒による侵食シーンには、テレビ版と同様の過去（母親に関するトラウマ）を匂わせる記述がある。

### 新劇場版:Q
『破』から14年経過しているが、本人曰く「エヴァの呪縛」の影響により、外見は14歳のときのまま。左目を黒い眼帯で隠しているが、眼球の損傷の直接的な描写はなく、Mark.09に連れ去られるシンジを睨む際には使徒封印用呪詛文様の青い十字の光を帯びていた。『破』から14年後、現在はフォースインパクトを目論むNERVへ反抗する武装組織「WILLE（ヴィレ）」に所属、改修されたエヴァ改2号機のパイロットを務め、エヴァ8号機のパイロットである真希波・マリ・イラストリアスとは、任務においてパートナーを組んでおり、お互いに「コネメガネ」「姫（お姫さま）」と呼び合う。
シンジに対しては怒りを見せ、状況が呑み込めていないシンジを「ガキシンジ」「バカガキ」と呼び、一方的になじったりガラス越しに殴ったりしたが、他のWILLEクルーとは違いサードインパクトとは別の理由によるものである。その一方で危機的状況に陥った際には思わずシンジの名を呼んだり、脱出したシンジのエントリープラグに肩で息をしながら駆けつけたりなど、シンジへの思慕を示唆する描写もなされている。
シンジがカヲルと共に第13号機でセントラルドグマに向かおうとしていた際には、マリと共に追撃し、第13号機およびアヤナミレイ（仮称）の駆るEVANGELION Mark.09と交戦、AAAヴンダーの乗っ取りを画策するMark.09を阻止するため、改2号機を獣化第4形態（第2種）へ変形させるが、乗っ取りまでの時間が差し迫っていたためやむなく改2号機を自爆、自身はエントリープラグでの脱出によって、フォースインパクトの停止後も生き延び、マリによって第13号機から強制射出されたシンジを発見すると、ヴィレによる救助を求めるため、カヲルが目の前で死んだことで虚脱状態に陥ったシンジを蹴り飛ばし、腕を引いて徒歩で赤い大地へ旅立った。
『Q』の予告編には左目を眼帯で覆い、『破』で着用していたものとは若干異なるプラグスーツで、青空をバックに笑顔で登場した。

### シン・エヴァンゲリオン劇場版𝄇
今作にて「式波アスカ」についての真相が明かされる。出自に関する設定は旧版から大きく変更されており、「式波アスカ」とは、EVAパイロットおよび補完計画の道具として造られたクローン人間、シキナミシリーズの1人（選別された生き残り）であることが判明する。そのため両親はおらず、母親に関するトラウマの設定も無くなっている。多数のクローンとの生存競争に勝つため、EVAを誰よりも乗りこなすことだけを自らの存在価値とし、ユーロ空軍のエースに上り詰めた。しかし心の底では自分を認めてくれる他人の存在を求めており、パペットはその衝動を押しとどめるために自分に言い聞かせるのに使っていた。
終盤、マイナス宇宙の浜辺で目覚めたアスカは、「ケンスケによろしく」と送り出すシンジによって13号機のエントリープラグごと第3村のケンスケ宅の庭先に帰還した。
一方、13号機にアスカを取り込んだ「オリジナルのアスカ」の詳細は劇中では触れられていない。また、シンジやレイ、カヲル、マリが帰還した「ネオンジェネシス」の世界のシーンでは、駅の向かいのホームのベンチにアスカらしき女性が座っている。

### 交流 (新劇場版)
碇シンジ
旧世紀版同様、ミサトの家で同居する。当初は「ナナヒカリ（七光り）」と呼んでいたが第8使徒戦後は「バカシンジ」と呼ぶ。シンジとレイが仲良くしているのを見て焼きもちを焼いたり、シンジ好みの料理を作ろうとするなど、シンジに対する好意はわかりやすい形で表現されている。『Q』以降では直接的には突き放した態度をとりつつも心中では常に気にかけており、NERVとの決戦直前には自身の想いを伝えた。
綾波レイ
クラスメイトで同じEVAパイロット。旧世紀版では関係の悪さを象徴するレイへの呼び方として「あの（この）女」などが使われていたが、新劇場版ではそれらは使われず代わりに「エコヒイキ」と呼ぶ。旧世紀版と比べて関係は比較的良好で、旧世紀版のようにあからさまな敵意を示してはいない。
葛城ミサト
第7の使徒戦後の2号機搬入の際にミサトらと対面するが、その際ミサトに対し「久しぶり」と挨拶している。ネルフ移籍後、ミサトの家に同居する。旧世紀版（後半）と違い関係は良好。
洞木ヒカリ
友達、クラスメイトで学級委員長。昼休みに一緒に弁当を食べようとアスカを誘う。
『シン・エヴァ』での交流は、劇中では全く描かれていない。
鈴原トウジ、相田ケンスケ
クラスメイトでシンジの友人。シンジとの仲を冷やかされる。
『シン・エヴァ』では、ケンスケのことを「ケンケン」と呼び、第3村滞在中は彼の家で暮らしている。
真希波・マリ・イラストリアス
マリ自身はすでに『破』で登場しているがこの時点ではまだアスカと面識が無い。『Q』『シン・エヴァ』では戦闘中はコンビを組んでおり、アスカはマリに対して、「コネメガネ」、マリはアスカに対して「姫」と呼んでいる。

## ゲーム版
レイ同様、セガからセガサターン用ソフトとして発売されていたゲームシリーズを始め、多くのゲーム作品では原作（アニメ版）の印象を忠実に再現したキャラクターとして登場しており、イメージもほぼ同一となっている一方、『新世紀エヴァンゲリオン 綾波育成計画withアスカ補完計画』など、原作の印象とは異なるアスカをメインに据えたキャラクターゲームも登場している。

## 名前の由来
「惣流」は大日本帝国海軍航空母艦蒼龍から、「ラングレー」はアメリカ合衆国海軍航空母艦ラングレーから、「アスカ」は和田慎二の漫画の主人公から。
新劇場版の「式波」については、海上自衛隊のあやなみ型護衛艦「しきなみ」から。

## その他
- エヴァはゲームなどを含めた全ての関連作品共通で登場人物の下の名前は全員カタカナ表記であるが、テレビアニメ版最終話の、いわゆる「学園エヴァ」での登場人物の字幕でアスカはカタカナ表記から唯一漢字表記の明日香と表示されていた。
- エヴァのテレビ版の声優はオーディションで選ばれたが、アスカ役は綾波レイのオーディションに参加した声優から選ぶ予定だった[19]。
- テレビ版第弐拾弐話でアスカが踏みつけた猿のぬいぐるみは、宮村優子がサインなどに添えるイラストを基にデザインされている[20]。
- テレビ版第弐拾弐話のビデオフォーマット版での追加シーンでは、アスカが5人の声が違う自分を見せつけられるシーンがある。この5人の声が違う自分の声は、アスカ以外のエヴァンゲリオンの女性メインキャラクターの声優が務めている[注 10][21]。なお、このシーンはシト新生DEATH編（劇場公開版）をビデオ版に転用したものである[22]。
- テレビ版から3年後を描いたパラレルワールド的続編である小説『エヴァンゲリオン ANIMA』では、使徒との戦いや補完計画を乗り越えたことで再び自信を取り戻し、トラウマも解消されている。また、レイとの関係も修復されている。
- 思想家の東浩紀は、新世紀エヴァンゲリオンにおいて、唯一第三新東京市の外部から到来し、ネルフ・ファミリーに属さないアスカを『エヴァ』世界における「外部の象徴」としており、『THE END OF EVANGELION』においては、想像的癒しをもたらす綾波レイと対照して、現実における他者としての役割を担っていると述べている[23]
- ロックバンドL'Arc〜en〜Cielの楽曲「あなた」は、作曲者tetsuyaが、この詞の"あなた"とは自分にとってアニメ『新世紀エヴァンゲリオン』のヒロインの一人、惣流・アスカ・ラングレーのことだとコメントしており、曲も旧劇場版エヴァンゲリオンを見た直後に作られており、「アスカへ向けて『心を開いてくれ』という思いで作ったもの[24]」と語っている。
- ガールズバンドspeenaの楽曲「ジレンマ」は、惣流・アスカ・ラングレーの心情をモチーフにしており、碇シンジに対する想いと、その想いを抱きながらも愛憎に近い感情をぶつけてしまうジレンマを表現している。

## 他作品への出演
『新幹線変形ロボ シンカリオン』
TBS系テレビアニメ。第31話でエヴァンゲリオンとのコラボレーションが行われ、シンジや使徒などのキャラクターが登場した。シンカリオンの世界での敵である巨大怪物体「キングシトエル」が新劇場版に登場する使徒を組み合わせたものであるのに対し、本話で登場するアスカの名字は新劇場版の「式波」ではなく旧作の「惣流」になっている（声は原典と同じく宮村が担当）。また、同作品の劇場版である『劇場版 新幹線変形ロボ シンカリオン 未来からきた神速のALFA-X』でも同様にコラボが行われている。
『P ゴジラ対エヴァンゲリオン セカンドインパクト G』
フィールズのパチンコ。東宝の怪獣映画『ゴジラvsビオランテ』に登場するバイオ怪獣「ビオランテ」の細胞がアスカ（式波）に憑依して意識を侵食しながら彼女の左眼にバラの花を咲かせ、肉体をコアに取り込んで巨大化した怪獣「ビオランテ・アスカ」が登場する。

## 日本国外版での声優
- 英語
  - ティファニー・グラント
  - ステファニー・マッキーオン（Netflix版）